# Revolution Technologies Pro Tennis Classic
Revolution Technologies Pro Tennis Classic — женский профессиональный международный теннисный турнир, проходящий весной в Индиан-Харбор-Бич (США) на открытых грунтовых кортах. С 2006 года относится к женской взрослой серии ITF с призовым фондом 50 тысяч долларов и турнирной сеткой, рассчитанной на 32 участницы в одиночном разряде и 16 пар.

## История турнира
Соревнования в Индиан-Харбор-Бич организованы накануне сезона-2006 как часть весенней серии турниров на зелёном грунте; теннисисток принял местный Kiwi Tennis Club. С первого розыгрыша удалось обеспечить достаточно солидный призовой фонд в 50 тысяч долларов США и лицензию соревнования женского тура ITF.
В 2012 году турнир, наряду с аналогичными соревнованиями в Шарлоттсвилле и Дотане вошёл в мини-серию соревнований USTA для американских теннисисток, по итогам которой присуждалось специальное приглашение в основную сетку одиночного турнира Roland Garros.
Одной из самых успешных теннисисток в истории турнира является румынка Эдина Галловиц-Холл, трижды игравшая в финалах в разных разрядах и трижды побеждавшая в них.

## Финалы прошлых лет
| Год  | Чемпионка          | Финалистка         | Счёт              |
| ---- | ------------------ | ------------------ | ----------------- |
| 2017 | Ольга Говорцова    | Аманда Анисимова   | 6-3 4-6 6-3       |
| 2016 | Дженнифер Брэди    | Тейлор Таунсенд    | 6-3 7-5           |
| 2015 | Катерина Стюарт    | Луиза Чирико       | 6-4 3-6 6-3       |
| 2014 | Тейлор Таунсенд    | Юлия Путинцева     | 6-1 6-1           |
| 2013 | Петра Рампре       | Дия Евтимова       | 6-0 6-1           |
| 2012 | Грейс Мин          | Мария Санчес       | 6-4 7-6(4)        |
| 2011 | Мелинда Цинк       | Алисон Риск        | 4-6 6-1 6-4       |
| 2010 | Эдина Галловиц (2) | Шелби Роджерс      | 2-6 6-3 6-4       |
| 2009 | Мелани Уден        | Лаура Зигемунд     | 7-5 5-7 6-2       |
| 2008 | Янина Викмайер     | Бетани Маттек      | 6-4 7-6(5)        |
| 2007 | Бетани Маттек      | Ольга Говорцова    | 7-5 1-6 6-1       |
| 2006 | Эдина Галловиц     | Росана де лос Риос | 3-6 7-6(5) 7-6(0) |

| Год  | Чемпионки                         | Финалистки                            | Счёт              |
| ---- | --------------------------------- | ------------------------------------- | ----------------- |
| 2017 | Кристи Ан Куинн Глисон            | Лаура Пигосси Рената Сарасуа          | 6-3 6-2           |
| 2016 | Юлия Глушко Александра Панова     | Мария Санчес Джессика Пегула          | 7-5 6-4           |
| 2015 | Мария Санчес Тейлор Таунсенд (2)  | Ангелина Габуева Александра Стивенсон | 6-0 6-1           |
| 2014 | Эйжа Мухаммад Тейлор Таунсенд     | Джан Абаза Саназ Маранд               | 6-2 6-1           |
| 2013 | Джан Абаза Луиза Чирико           | Эйжа Мухаммад Элли Уилл               | 6-4 6-4           |
| 2012 | Мария-Фернанда Алвес Джессика Мур | Мари-Эв Пеллетье Алёна Сотникова      | 6-7(6) 6-3 [10-8] |
| 2011 | Алёна Сотникова Ленка Винерова    | Кристина Фузано Алекса Глатч          | 6-4 6-3           |
| 2010 | Кристина Фузано Кортни Нагль      | Джулия Дитти Карли Галликсон          | 6-3 7-6(4)        |
| 2009 | Хейди Эль Табах Мелани Клаффнер   | Татьяна Лужанская Лилия Остерло       | 6-3 3-6 [10-7]    |
| 2008 | Мэдисон Бренгл Кристи Фриллинг    | Ракель Копс-Джонс Абигейл Спирс       | 2-6 6-4 [10-7]    |
| 2007 | Моника Адамчак Анджела Хейнс      | Карли Галликсон Линдсей Ли-Уотерс     | 6-1 3-6 6-4       |
| 2006 | Эдина Галловиц Джессика Киркленд  | Мария-Фернанда Алвес Мари-Эв Пеллетье | 6-3 6-2           |